# Kosuke Taketomi
Kosuke Taketomi (武富 孝介 Taketomi Kosuke?), född 23 september 1990 i Saitama prefektur, är en japansk fotbollsspelare.
Taketomi började sin karriär 2009 i Kashiwa Reysol. Efter Kashiwa Reysol spelade han för Roasso Kumamoto, Shonan Bellmare och Urawa Reds.